# Emberiza tristrami
Emberiza tristrami е вид птица от семейство Овесаркови (Emberizidae).

## Разпространение
Видът е разпространен във Виетнам, Китай, Лаос, Мианмар, Русия, Северна Корея, Тайланд, Южна Корея и Япония.